# Achrik Tsvejba
Achrik Sokratovitj Tsvejba (ryska: Ахрик Сократович Џвейба), född 10 september 1966 i Gudauta, Georgiska SSR, Sovjetunionen, är en rysk före detta fotbollsspelare.